# Angra Mainyu
Angra Mainyu (en avèstic) o Ahriman (en persa) és una divinitat del zoroastrisme que representa la força maligna que intenta arrossegar l'home cap a l'error. El seu nom significa "pensament estroncat" o "pensament angoixat".
En el zoroastrisme original, Ahura Mazda (o Ormazd) era considerat el Déu suprem, i com a tal va crear dos esperits oposats: Spenta Mainyu (l'esperit de la Veritat o del Bé) i Angra Mainyu (l'esperit de la Mentida o del Mal). Ulteriorment, Spenta Mainyu va ser reemplaçat per Ahura Mazda, que va esdevenir així l'adversari directe d'Ahriman.
El nom no apareix en les velles inscripcions perses; a l'Avesta, el recull de textos zoroàstrics, és anomenat el "germà bessó" de l'Esperit Sant, l'oposat de Spenta Mainyu. És considerat com el dimoni destructor, la font de tots els mals del món i, com Ahura Mazda, existeix des de la Creació. Ahriman va escollir el Mal conscientment i és el responsable de la creació material, la il·lusió, l'error i la mentida. La seva major maldat fou corrompre el foc pur creat per Ahura Mazda, al qual va donar color i li afegí el fum. El dia del Judici Final serà destruït per Spenta Mainyu i desapareixerà del món per sempre.
Es pot observar una analogia amb les creences de les religions monoteistes abrahàmiques a través del concepte de Satanàs com el principal agent de la maldat.

## Ahriman i l'antroposofia
Segons l'antroposofia de Rudolf Steiner, Ahriman és una de les dues entitats, junt amb Llucifer, que s'oposen a l'evolució de la humanitat, però que alhora la fan possible. Steiner identifica Ahriman amb Satanàs, el qual seria ben diferent de Llucifer: Ahriman és qui fa de l'home un ésser terrestre sotmès a les lleis de la matèria, mentre que Llucifer tendeix a alliberar-l'en. Així, Ahriman confereix als humans una intel·ligència freda i abstracta desproveïda de sentiments, tornant-los prosaics i amorals.